# Raye
Rachel Keen (n. 24 octombrie 1997, Greater London, Anglia, Regatul Unit), cunoscută profesional ca Raye (de multe ori stilizat ca RAYE), este o cântăreață și o compozitoare din Londra.
Raye este cel mai bine cunoscută publicului larg pentru colaborarea din 2016 cu Jonas Blue, la melodia "By Your Side" și, ulterior, pentru colaborarea cu Jax Jones (de asemenea, din 2016) la interpretarea piesei "You Don't Know Me", care a ajuns pe locul trei în UK Singles Chart.
Muziciana a fost pe „lista scurtă” pentru premiul BBC, din anul 2017, binecunoscut în Regatul Unit ca "BBC Music Sound of ..." și a ocupat, în final, locul al treilea.

## Biografie
Keen s-a născut la 24 octombrie 1997, în Tooting, Londra, dintr-o mamă ghanezo-elvețiană și un tată englez. Apoi s-a mutat la Croydon, unde a studiat la Woodcote, înainte de a fi acceptată să participe la BRIT School, pentru doi ani, înaintea abandonării cursurilor întrucât s-a simțit „limitată, în ciuda cantității extinse de cunoștințe de învățăt de care avea parte.”

## Cariera

### 2014 - 2015 — Începuturi
Pe 11 decembrie 2014, Raye a lansat albumul ei de debut numit Welcome to the Winter. Pe 7 februarie 2015, ea a lansat primul ei single, "Flowers". Pe 28 aprilie 2015, ea a lansat single-ul "Alien".

### 2016 – prezent — Descoperire
Pe 11 august 2016, Raye a lansat al doilea album prelungit Second. "I, U, Us" a fost lansat ca primul single de  la 14 octombrie 2016. Ea a prezentat pe Jonas Albastru modelului unic "By Your Side". Acesta a fost lansat pe 28 octombrie 2016 și a ajuns pe locul 15 pe UK Singles Chart. Ea, de asemenea, a colaborat cu Jax Jones's single "You Don't Know Me", lansat pe 9 decembrie 2016. Acesta a ajuns pe locul trei pe UK Singles Chart.
Pe 9 februarie 2017, Raye  a susținut primul ei concert la XOYO în Shoreditch, Londra.
Raye a fost prezentă alături de Starrah, ca muzician contribuitor în piesa "Dreamer" de Charli XCX Number 1  Angel mixtape, care a fost lansat pe 10 martie 2017.

## Discografie

### Extins
| Titlu                 | Detalii                                                                               |
| --------------------- | ------------------------------------------------------------------------------------- |
| Welcome to the Winter | - Lansat: 11 decembrie 2014 - Eticheta: Auto-a lansat - Format: Digital download      |
| Second                | - Lansat: 11 august 2016 - Casa De Discuri: Polydor - Format: Digital download        |
| Side Tape             | - Lansat: 4 mai 2018 - Casa De Discuri: Polydor - Format: Digital download, streaming |

### Single

#### Ca artist
| Titlu                                 | An   | Vârf graficul poziții | Vârf graficul poziții | Album             |
| Titlu                                 | An   | Marea BRITANIE        | SCO                   | Album             |
| ------------------------------------- | ---- | --------------------- | --------------------- | ----------------- |
| "Flowers"                             | 2015 | —                     | —                     | Non-album singles |
| "Alien" (cu Avelino)                  | 2015 | —                     | —                     | Non-album singles |
| "Distraction"                         | 2016 | —                     | —                     | A doua            |
| "I, U, Us"                            | 2016 | —                     | —                     | A doua            |
| "The Line"                            | 2017 | 65                    | 50                    | Va fi anunțat     |
| "Decline" (cu D Eazi)                 | 2017 | 15                    | 38                    | Partea Bandă      |
| "Check" (cu Kojo Fonduri)             | 2018 | 26                    | —                     | Va fi anunțat     |
| "Cigarette" (cu Mabel și Stefflon Nu) | 2018 | 41                    | —                     | Partea Bandă      |

#### Colaborări cu artiști
| Titlu                                                          | An   | Topul vizionărilor | Topul vizionărilor | Topul vizionărilor | Topul vizionărilor | Topul vizionărilor | Topul vizionărilor | Topul vizionărilor | Topul vizionărilor | Topul vizionărilor | Album                                        |
| Titlu                                                          | An   | UK                 | AUS                | AUT                | FRA                | GER                | IRE                | NLD                | SWE                | SWI                | Album                                        |
| -------------------------------------------------------------- | ---- | ------------------ | ------------------ | ------------------ | ------------------ | ------------------ | ------------------ | ------------------ | ------------------ | ------------------ | -------------------------------------------- |
| "By Your Side" (Jonas Blue featuring Raye)                     | 2016 | 15                 | 33                 | 56                 | 110                | 45                 | 13                 | 35                 | 94                 | 50                 | Jonas Blue: Electronic Nature – The Mix 2017 |
| "You Don't Know Me" (Jax Jones featuring Raye)                 | 2016 | 3                  | 12                 | 7                  | 6                  | 3                  | 3                  | 8                  | 8                  | 5                  | Non-album singles                            |
| "Bridge over Troubled Water" (as part of Artists for Grenfell) | 2017 | 1                  | 53                 | 32                 | 111                | 25                 | —                  | —                  | —                  | 28                 | Non-album singles                            |

### Apariții în colaborări
| Title                                                                           | Year | Artist(s)                                    | Album                                        |
| ------------------------------------------------------------------------------- | ---- | -------------------------------------------- | -------------------------------------------- |
| "Ego" (featuring Raye)                                                          | 2015 | Chris Loco                                   | See No Evil EP                               |
| "War (Birth of A Nation)" (featuring Raye)                                      | 2016 | Nas                                          | The Birth of A Nation: The Inspired By Album |
| "After the Afterparty" ("VIP" remix, featuring Raye, Stefflon Don and Rita Ora) | 2017 | Charli XCX                                   | Non-album single                             |
| "Dreamer" (featuring Raye and Starrah)                                          | 2017 | Charli XCX                                   | Number 1 Angel                               |
| "Body Language" (featuring Raye)                                                | 2017 | Pete Tong, Jules Buckley, Heritage Orchestra | Ibiza Classics                               |
| "1x1" (featuring Maleek Berry and Raye)                                         | 2018 | Rudimental                                   | Toast to Our Differences                     |

### Credite de compoziție
| Title                                             | Year | Artist(s)                     | Album                                                  |
| ------------------------------------------------- | ---- | ----------------------------- | ------------------------------------------------------ |
| "All Cried Out" (featuring Alex Newell)           | 2015 | Blonde                        | Non-album single                                       |
| "The Wave" (featuring Madcon)                     | 2015 | Matoma                        | Hakuna Matoma                                          |
| "Yours"                                           | 2016 | SG Lewis                      | Yours EP                                               |
| "After the Afterparty" (featuring Lil Yachty)     | 2016 | Charli XCX                    | Va fi anunțat                                          |
| "Not in Love" (featuring Kent Jones)              | 2016 | M.O                           | Va fi anunțat                                          |
| "Don't Leave"                                     | 2017 | Snakehips and MØ              | Va fi anunțat                                          |
| "Up in Here"                                      | 2017 | 5 After Midnight              | Non-album single                                       |
| "Just for One Night" (featuring Astrid S)         | 2017 | Blonde                        | Non-album single                                       |
| "Come at Me"                                      | 2017 | Dev                           | I Only See You When I'm Dreamin'                       |
| "If I Get My Way"                                 | 2017 | Little Mix                    | Glory Days: The Platinum Edition                       |
| "Say A Prayer" (featuring Chaka Khan and Popcaan) | 2017 | TIEKS                         | Non-album single                                       |
| "Home With You"                                   | 2018 | Madison Beer                  | As She Pleases (EP)                                    |
| "Capital Letters (song)"                          | 2018 | Hailee Steinfeld and Bloodpop | Fifty Shades Freed: Original Motion Picture Soundtrack |
| "A Good Night" (featuring Bloodpop)               | 2018 | John Legend                   | Va fi anunțat                                          |

## Tururi
Titlu
London, Village Underground (31 mai 2018)
Sprijin
- Years & Years – Communion Tour (2015)
- Jess Glynne – Take Me Home Tour (2016)
- Rita Ora – The Girls Tour (2018)
- Halsey – Hopeless Fountain Kingdom World Tour (2018)

## Legături externe
Materiale media legate de Raye la Wikimedia Commons
- Site web oficial
- Raye discografia la Discogs
- Raye on Facebook
- Raye on Twitter
- Raye on Discogs